# Álex Abreu
Álex Abreu, né le 14 août 1991, à Bayamón, à Porto Rico, est un joueur portoricain de basket-ball. Il évolue au poste de meneur.

## Biographie
Le 25 juin 2015, automatiquement éligible à la draft 2015 de la NBA, il n'est pas sélectionné.
Le 14 juin 2017, il part en France où il signe à l'Orléans Loiret Basket.
En août 2017, il participe au championnat des Amériques avec le Porto Rico. En mai 2018, il doit mettre un terme à sa saison en raison d'une entorse à la cheville.
Le 19 juin 2018, il rejoint le Champagne Châlons Reims Basket en première division du championnat français. Le 3 décembre 2018, il quitte Châlons-Reims.

## Palmarès
- CentroBasket 2016